# Institut de recherche spatiale de l'Académie des sciences de Russie
Pour les articles homonymes, voir IKI.
L'Institut de recherche spatiale de l'Académie des sciences de Russie (en russe : Институт космических исследований Российской Академии Наук / ИКИ РАН) ou IKI RAN   est la principale institution de l'Académie des sciences de Russie consacrée  aux applications scientifiques de l'exploration spatiale. L'institut mène des recherches dans le domaine de l'astrophysique, de la planétologie, de la physique du Soleil, des relations Soleil-Terre, du plasma cosmique et de la géophysique non linéaire. L'IKI participe à des programmes scientifiques de recherche spatiale et teste de nouvelles techniques spatiales en collaboration avec l'Académie des sciences de Russie et l'Agence spatiale russe.
L'institut a été créé en 1965 par un décret du conseil des ministres de l'Union soviétique sous l'appellation « Institut de recherche spatiale de l'Académie des sciences de l'Union soviétique ». L'Institut est situé à Moscou et emploie 290 scientifiques.

## Directeurs
- Gueorgui Petrov (ru) (1965-1973)
- Roald Sagdeïev (ru) (1973-1988)
- Albert Galeïev (ru) (1988-2002)
- Lev Zeleny (ru) (2002-2018)
- Anatoli Petroukovitch (ru) (depuis 2018).